# Premi Antonio Asensio de Periodisme
El Grupo Zeta atorga el Premi Antonio Asensio de Periodisme des de l'any 2003 per commemorar la figura del seu fundador, Antonio Asensio Pizarro.

## Guardonats
- 2003: El diari italià La Repubblica.[1]
- 2004: La cadena britànica British Broadcasting Corporation[1]
- 2005: El diari de Nova Orleans The Times-Picayune[1]
- 2006: L'organització internacional Reporters Sense Fronteres[1]
- 2007: El periodista català Antonio Franco Estadella[1]
- 2008: La cadena catalana Televisió de Catalunya[1]
- 2009: L'organització Sociedad Interamericana de Prensa
- 2010: El periodista gallec Ignacio Ramonet[2]